# Файнер, Сара Доун
Сара Доун Файнер (англ. и швед. Sarah Dawn Finer, родилась 14 сентября 1981 года в Стокгольме) — шведская певица, актриса и комик британско-американского происхождения. Выступала неоднократно на конкурсе Melodifestivalen не только как участница, но и в комическом образе Линды Вудрафф, «официального» представителя Европейского вещательного союза на Мелодифестивален и Евровидении.

## Биография

### Музыкальная карьера
Отец Сары — уроженец Великобритании, мать — родом из США и имеет еврейские корни. Сара училась в Стокгольмской музыкальной школе Адольфа Фредерика по классу гитары, возглавляла студенческий союз. В 2006 году выпустила первый мини-альбом «Sarah Dawn Finer» с шестью песнями, полноценный альбом «A Finer Dawn» вышел 30 мая 2007 года и занял 2-е место в шведских чартах. С него выпущены синглы «I Remember Love», «Stockholm by Morning» и «A way back to love». 26 августа 2009 года вышла CD-версия второго альбома «Moving On» с синглами «Moving On», «Does She Know You?» и «Standing Strong». 17 августа в iTunes альбом занял 1-е место в рейтинге, а его CD-версия добилась аналогичного успеха в шведских чартах, попав на 1-е место.
Синглы «I Remember Love» и «Moving On» заняли 1-е место в рейтинге наиболее популярных песен Шведского радио в 2007 и 2009 годах соответственно. В 2010 году вышел третий альбом «Winterland», получивший «золотой» статус и 2-е место в шведских чартах, а в том же году Сара выступила на праздничном концерте в гостинице «Hamburger Börs», показанном по шведскому телевидению. В 2011 году она совершила гастрольный тур для раскрутки альбома, который также был принят на «ура». В 2011 году вышел 4-й альбом «Sanningen Kommer Om Natten», который получил высшую оценку от Яна Градвалла, обозревателя журнала DI Weekend. Сара также провела по случаю выхода альбома очередные гастроли в 2012 году и получила премию SKAP как лучший автор песен. В 2014 году Сара выпустила пятый альбом «Vinterland» с рождественскими песнями.
Сара известна по записям дуэтов с Андерсом Вендином, Петером Йёбакком, Томми Кербергом, Fatboy, Самуэлем Юнгбладом и Патриком Исакссоном.

### Мюзиклы
В 2008 году Сара исполнила роль Люси в мюзикле «Джекилл и Хайд» в Китайском театре, за что была номинирована на роль лучшей актрисы. Исполняла роль Джоанны в рок-мюзикле «Rent» в 2001, 2002 и 2003 годах в театрах «Göta Lejon», Гётеборгской опере и Рикстеатре.  В 2002 году в Стокгольмском городском театре Сара также пела в мюзикле «Godspell».

### Телевидение
Сара выступала с Магнусом Уггла в Китайском театре в 2010 году в рамках программы «Ugglas Revy», с Юнасом Гарделлом в 2002 и 2003 годах («Livet»), с Ренни Мирро в Гранд-Отеле и Карлом Дайаллом в 2012 году («Happy Holidays») и с Микаэлем Турнвингом, Хенриком Ельтом, Ульфом Квенслером и другими в 2006 («Humorator»). Ведущая рождественского шоу Шведского телевидения 2012 года, ведущая музыкального шоу «Musikhjälpen» в декабре 2013 года. С 2018 года Сара будет вести музыкальное шоу «Så ska det låta» (шведская версия международного телешоу The Lyrics Board, в России известного как «Два рояля»).

## Melodifestivalen

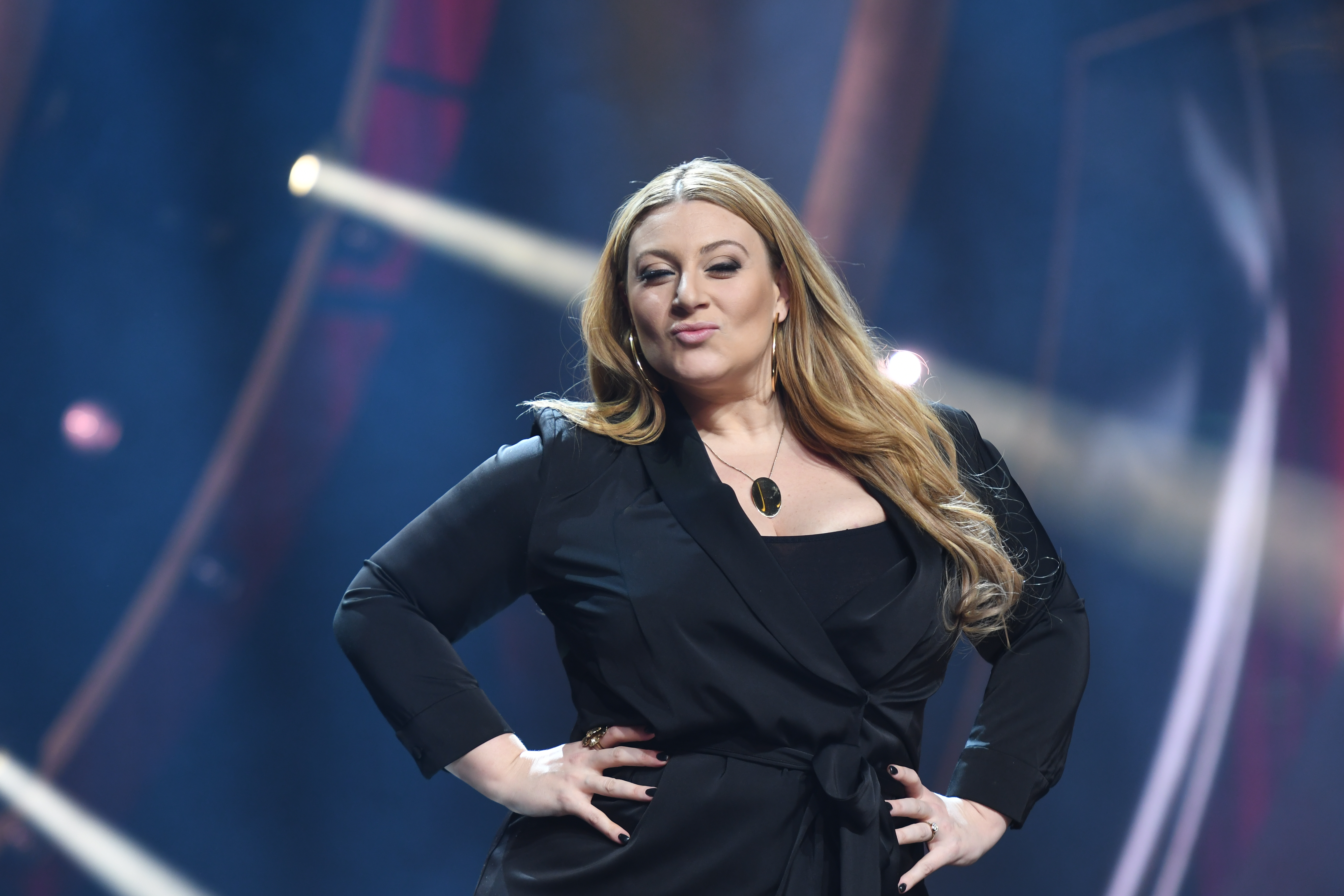
Сара Доун Файнер на Melodifestivalen 2019

- Сара Доун Файнер выступила с песней «I Remember Love», написанной вместе с Петером Халлстрёмом, в 2007 году. Песня вышла в финал и заняла 4-е место; в 2007 году она звучала чаще других на Шведском радио[2].
- В 2009 году Сара выступила с песней «Moving On» и через второй шанс вышла в финал. Песня была записана в акустической версии в том же году и звучала чаще других на Шведском радио. Сара же стала глашатаем от Швеции на Евровидении в Москве.
- В 2012 году Сара стала ведущей шоу с Хеленой Бергстрём и Гиной Дирави. Специально для финала Файнер показала скетч с Линдой Вудрафф (англ. Lynda Woodruff) — англоязычной представительницей Европейского вещательного союза. В этом образе Сара была глашатаем от Швеции на Евровидении в Баку.
- В 2013 году Сара на Melodifestivalen, рассказывая о грядущем Евровидении, сначала ошибочно назвала Стокгольм как город, принимающий конкурс. В своём образе Линды Вудрафф на Евровидении она представляла зрителям Швецию[3], а в интервал-акте финала исполнила песню ABBA «The Winner Takes It All»[4].
- 4 апреля 2015 года Сара Доун Файнер и Кристер Бьеркман комментировали концерт Eurovision Song Contest's Greatest Hits.
- На Melodifestivalen 2016 Сара Доун Файнер вела четвёртый полуфинал с Гиной Дирави, исполнив в интервал-акте финала песню «Moving On». В интервал-акте финала Евровидения того же года Сара снова предстала в образе Линды Вудрафф.
- Сара стала одной из ведущей Melodifestivalen 2019.

## Дискография

### Альбомы
| Год  | Альбом                     | Рекорд чартов (SWE) | Статус |
| ---- | -------------------------- | ------------------- | ------ |
| 2007 | A Finer Dawn               | 2                   |        |
| 2009 | Moving On                  | 1                   |        |
| 2010 | Winterland                 | 2                   |        |
| 2012 | Sanningen kommer om natten | 3                   |        |
| 2014 | Vinterland                 | 10                  |        |

### Мини-альбомы
| Год  | Альбом           | Рекорд чартов (SWE) | Статус |
| ---- | ---------------- | ------------------- | ------ |
| 2005 | Sarah Dawn Finer | —                   |        |

### Синглы
| Год  | Сингл                                            | Рекорд чартов (SWE) | Статус | Альбом |
| ---- | ------------------------------------------------ | ------------------- | ------ | ------ |
| 2007 | "I Remember Love"                                | 4                   |        |        |
| 2007 | "Du som tog mitt hjärta" (с Патриком Исакссоном) | 45                  |        |        |
| 2009 | "Moving On"                                      | 3                   |        |        |
| 2009 | "Standing Strong"                                | 36                  |        |        |
| 2010 | "Kärleksvisan"                                   | 7                   |        |        |

Вне чартов
- 2007: «A Way Back to Love»
- 2007: «Stockholm by Morning»
- 2008: «Does She Know You»
- 2010: «I’ll Be Your Wish Tonight»
- 2011: «Is Anybody There»

## Фильмография
- 1989 — Maskrosbarn
- 1994 — Берт
- 1995 — Берт — последняя девственность
- 2001 — Покемон 3 (шведский дубляж)
- 2007 — Элиас и королевская яхта (шведский дубляж)
- 2009 — Принцесса и лягушка (шведский дубляж)
- 2009 — Такие разные
- 2011 — Бунт ушастых (шведский дубляж)
- 2012 — Феи: Тайна зимнего леса (шведский дубляж)
- 2012 — Лоракс (шведский дубляж)
- 2014 — Феи: Загадка пиратского острова (шведский дубляж)
- 2014 — Любовь делюкс
- 2015 — Арне Даль — Сон в летнюю ночь